# 최주봉
최주봉(한국 한자: 崔周鳳, 1945년 9월 21일 ~ )은 대한민국의 배우이다. 1969년 연극배우로 첫 데뷔하였다.

## 생애
충청남도 예산 출생인 그는 1961년 예산농업고등학교를 입학해 1964년에 졸업을 하고 중앙대학교 연극영화학과를 입학했으나 군입대를 2번이나 다녀왔으며 1966년에 다시 중앙대학교 연극영화학과에 복학을 하여 1970년에 졸업을 하였다. 1969년 연극 '퇴비탑의 기적'으로 데뷔했고 10여 년 동안 연극에만 출연하다가 1981년부터 TV 드라마에도 출연하기 시작했다. 1989년에 드라마《왕룽일가》로 KBS 연기대상 인기상을 받았다. 본명보다는 드라마《한지붕 세가족》에서의 극중 배역 만수아빠, 드라마《왕룽일가》에서의 극중 배역 쿠웨이트 박으로 많이 알려져 있다.
아들 최규환도 배우로 활동중이다.

## 인간 관계
- 배우 윤문식, 심양홍, 이정길, 박인환과 절친한 친구 관계이다.

## 학력
- 예산농업고등학교(1964년) 졸업
- 중앙대학교 연극영화학 학사(졸업)(1970년)

## 경력
- KBS 연기대상 인기상(1989년)
- MBC 연기대상 라디오MC부문 우수상(1990년)
- 서울시뮤지컬단 단장(2004년 ~ 2005년)
- 안면도 국제 꽃박람회 홍보대사(2008년)

## 출연작

### 영화
- 1987년 《안녕하세요 하나님》
- 1989년 《행복은 성적순이 아니잖아요》
- 1989년 《빨강바다》
- 1990년 《나는 날마다 일어선다》
- 1990년 《우묵배미의 사랑》
- 1991년 《토끼를 태운 잠수함》
- 1992년 《시비시비》
- 1993년 《바람부는 날이면 압구정동에 가야한다》
- 1993년 《뽕》
- 1994년 《번지없는 주막》
- 1996년 《1996 뽕》
- 1999년 《내마음의 풍금》
- 2003년 《보리울의 여름》
- 2003년 《아리랑》
- 2003년 《영어완전정복》 - 동장 역
- 2003년 《최후의 만찬》
- 2006년 《무도리》
- 2007년 《극락도 살인사건》
- 2007년 《어머니는 죽지 않는다》
- 2008년 《어린왕자》
- 2009년 《핸드폰》
- 2010년 《주문진》
- 2010년 《귀》 - seg.鬼소년 - 외할아버지 역 (특별출연)

### TV 드라마
- 1981년 KBS 《전설의 고향 - 저승화》
- 1982년 KBS1 《우둥불》 - 시부야 역
- 1984년 KBS1 《독립문》 - 어윤중 역
- 1986년 KBS1 《원효대사》 - 백제 첩자 역
- 1986년 MBC 《한지붕 세가족》 - 만수 아빠 역
- 1989년 KBS1 《암소》
- 1989년 KBS2 《왕룽일가》 쿠웨이트박 역
- 1990년 KBS1 《추천석뎐》
- 1990년 KBS1 《검생이의 달》
- 1992년 SBS 《모닥불에 바친다》 - 장춘단 역
- 1992년 SBS 《관촌수필》- 영어교사 역
- 1993년 KBS1《봉이전》
- 1993년 MBC 《제3공화국》 - 박노경 역
- 1993년 ~ 1994년 KBS1《대추나무 사랑걸렸네》
- 1994년 MBC 《도전》
- 1995년 KBS2 《젊은이의 양지》 - 배동팔 역
- 1996년 KBS2 《검》
- 1996년 KBS2 《전설의 고향 - 90년대 시리즈》
- 1996년 MBC 《미망》 - 하야시 역
- 1996년 SBS 《임꺽정》 - 한온 역
- 1997년 MBC 《방울이》- 방울부 역
- 1998년 SBS 《순풍산부인과》
- 1998년 MBC 《대왕의 길》 - 김한구 역
- 1999년 KBS2 《유정》
- 2000년 KBS1 《태조 왕건》 - 이흔암 역
- 2000년 SBS 《왕룽의 대지》 쿠웨이트 박 역
- 2004년 KBS1 《불멸의 이순신》 - 허태만 역
- 2006년 KBS2 《도망자 이두용》대두 역
- 2007년 MBC 《내 곁에 있어》 민영화 역
- 2007년 KBS2 《아이 엠 샘》 - 허덕배 역
- 2007년 드라마시티 《수맥을 잡아라》
- 2008년 KBS2 《대왕 세종》 - 김한로 역
- 2008년 MBC 《천하일색 박정금》 - 경수 부 역
- 2008년 MBC 《밤이면 밤마다》 - 황만철 역
- 2009년 KBS1 《다 함께 차차차》 - 이 교장 역
- 2010년 tvN 《위기일발 풍년빌라》 - 김필중 역
- 2010년 KBS2 《사랑하길 잘했어》 - 이상구 역
- 2010년 SBS 《대물》
- 2012년 TV조선 《지운수대통》 이씨 역
- 2013년 MBC 《금 나와라, 뚝딱!》 - 정판금 역
- 2013년 KBS2  《은희》 - 고춘식 역
- 2015년 KBS2 《장사의 신 - 객주 2015》 - 최막보 역

### 연극
- 1969년 《퇴비탑의 기적》
- 1985년 《뜨거운 바다》
- 1997년 《악극 눈물젖은 두만강》
- 1998년 《악극 번지없는 주막》
- 2001년 《언챙이 곡마단》
- 2002년 《단장의 미아리 고개》
- 2003년 《악극 봄날은 간다》
- 2008년 《그대를 사랑합니다》
- 2009년 《그대를 사랑합니다》
- 2009년 《악극 사랑에 속고 돈에 울고 - 홍도야 우지 마라》

### 마당놀이
- 2018년 《뺑파게이트》 - 심봉사 역

### 뮤지컬
- 2004년 《지저스 크라이스트 수퍼스타》

### CF
- 1989년 LG생활건강 하모니 (자니윤)과 함께
- 1989년 신용협동조합 (임현식과 함께)
- 1989년 SBC보일러
- 1990년 종근당 속청
- 1991년 LG생활건강 소프린
- 1991년 태극제약 무라노
- 1997년 JW중외제약 화콜에프
- 2006년 그래미 여명808
- 2011년 (주)다비치안경체인

### 방송
- MBC 《테마기행 길》- 진행

### 라디오 프로그램
- 2015년 EBS FM 《EBS 책 읽는 라디오 낭독 시리즈》